# Amt Altenkirchen (Nassau)
Das nassauische Amt Altenkirchen war eine Verwaltungseinheit, die von 1803 bis 1806 im Gebiet des Fürstentums Nassau-Usingen und von 1806 bis 1815 im Herzogtum Nassau bestand. Der Verwaltungssitz war in Altenkirchen im Westerwald; das Amt war zunächst der Regierung zu Wiesbaden und ab 1809 dem Regierungsbezirk Ehrenbreitstein unterstellt. Das Amt umfasste die drei Kirchspiele Almersbach, Altenkirchen und Mehren, zu denen 68 Ortschaften gehörten.

## Geschichte
Das Gebiet des nassauischen Amtes Altenkirchen war bis zum Beginn des 19. Jahrhunderts Teil der Grafschaft Sayn-Altenkirchen. Nach dem Frieden von Lunéville (1801) und dem Reichsdeputationshauptschluss (1803) wurde das Gebiet dem Fürstentum Nassau-Usingen zugesprochen.
Der Beitritt des Fürsten zu Nassau-Usingen zum Rheinbund (1806) hatte auf den Gebietsstand des Amtes Altenkirchen, nun zum Herzogtum Nassau gehörend, keine unmittelbaren Auswirkungen. Zum 1. November 1809 wurde das Amt im Rahmen einer Umorganisation der Verwaltung dem Regierungsbezirk Ehrenbreitstein zugewiesen. Aufgrund der Beschlüsse auf dem Wiener Kongress (1815) wurde das Gebiet an das Königreich Preußen abgetreten und das Amt Altenkirchen aufgelöst. Unter der preußischen Verwaltung wurde 1816 aus den Ortschaften der Kirchspiele Altenkirchen und Allmersbach die Bürgermeisterei Altenkirchen gebildet, die dem Kreis Altenkirchen im Regierungsbezirk Koblenz zugeordnet wurden. Das Kirchspiel Mehren wurde Teil der Bürgermeisterei Flammersfeld.

## Ortschaften
Gliederung des Amtes Altenkirchen:
| Kirchspiel   | Ortschaften |
| ------------ | --- |
| Almersbach   | Almersbach, Amteroth, Breibach, Fluterschen, Fürstenberg, Gieleroth, Herpteroth, Mahlert, Oberwambach, Stürzelbach und Trinhausen. |
| Altenkirchen | Altenkirchen, Bachenberg, Busenhausen, Beul, Dieperzen, Eichelhardt, Flögert, Hacksen, Helmenzen, Helmeroth, Langenbach, Heupelzen, Hilgenroth, Hofacker, Honneroth, Hüttenhofen, Idelberg, Isert, Kettenhausen, Leuzbach, Mammelzen, Michelbach, Nassen, Niedererbach, Niederingelbach, Obererbach, Oberingelbach, Ölsen, Racksen, Reuffelbach, Sörth, Volkerzen und Widderstein. |
| Mehren       | Adorf, Bleckhausen, Dickten, Eckenbach, Ersfeld, Fiersbach, Forstmehren, Giershausen, Grünewald, Hahn, Hähnen, Heuberg, Hirzbach, Kircheib, Kraam, Maulsbach, Mehren, Neuenhof, Reisbitzen, Rettersen, Seifen, Tente, Witthecke und Ziegenhain. |